# عالم غريب
عالم غريب (بالإنجليزية: Strange World)‏ هو فيلم رسوم متحركة خيال علمي أكشن مغامرات أمريكي قادم من إخراج دون هول وإنتاج استديوهات والت ديزني للرسوم المتحركة، شارك في الفيلم جيك جيلنهال، غابرييلي يونيون، لوسي لو ودينيس كويد، صدر الفيلم في الولايات المتحدة في 23 نوفمبر 2022.

## وصلات خارجيّة
- عالم غريب على موقع IMDb (الإنجليزية)
- عالم غريب على موقع ميتاكريتيك (الإنجليزية)
- عالم غريب على موقع روتن توميتوز (الإنجليزية)
- عالم غريب على موقع ألو سيني (الفرنسية)
- عالم غريب على موقع أول موفي (الإنجليزية)
- عالم غريب على موقع فيلمافينيتي (الإسبانية)
- عالم غريب على موقع قاعدة بيانات الأفلام السويدية (السويدية)
- عالم غريب على موقع قاعدة بيانات الفيلم (الإنجليزية)
- عالم غريب على موقع ليتربوكسد (الإنجليزية)
- عالم غريب على موقع كينوبويسك (الروسية)